# Уамуститлан
Уамуститлан (исп. Huamuxtitlán) — посёлок и административный центр одноимённого муниципалитета в мексиканском штате Герреро. Численность населения, по данным переписи 2010 года, составила 6063 человека.

## Общие сведения
Название Huamuxtitlán с языка науатль можно перевести как: место, где манильский тамаринд.
Первое упоминание о поселении относится к 1458 году, когда Император Монтесума обложил данью, проживавшие здесь племена миштеков.
В 1534 году в поселение прибыли августинцы. Они занимались крещением аборигенов, а также составлением карт местности.